# Sphagnum brevifolium
Sphagnum brevifolium là một loài rêu trong họ Sphagnaceae. Loài này được (Lindb.) Roll mô tả khoa học đầu tiên năm 1889.